# Kurt Engl
Kurt Engl (* 16. Jänner 1979 in Schwarzach im Pongau, Salzburg) ist ein ehemaliger österreichischer Skirennläufer. Seine Spezialdisziplin war der Slalom.

## Biografie
Der in Bad Hofgastein lebende Kurt Engl besuchte die Skihauptschule in Bad Gastein und das Skigymnasium Stams. Er startet für seinen Heimatverein WSV Dorfgastein. Im Laufe seiner Karriere spezialisierte sich der 1,80 m große Allroundsportler, der in seiner Jugend alle fünf alpinen Disziplinen fuhr, zunehmend auf die technischen Bewerbe. 1993 gewann er den Slalom des erstmals ausgetragenen Whistler Cups. 1996 wurde Engl in den Kader des Österreichischen Skiverbandes aufgenommen. Bei den Juniorenweltmeisterschaften 1998 in Megève gewann er die Bronzemedaille im Slalom und die Silbermedaille in der Kombination. Bei der darauf folgenden Juniorenweltmeisterschaften 1999 in Pra-Loup-Le Sauze belegte er hinter Klaus Kröll bzw. Massimiliano Blardone jeweils den zweiten Platz in Abfahrt und Slalom und gewann die Kombinationswertung. Zudem wurde er von 1996 bis 1999 in seiner jeweiligen Altersklasse sechsmal Österreichischer Jugendmeister. Aufgrund der Erfolge im Nachwuchsbereich durfte er in der Saison 1999/2000 bei drei Rennen im Weltcup starten, erreichte aber nie das Ziel. In der Folgesaison trat der Dorfgasteiner wieder im Europacup an, konnte sich allerdings auch dort nicht profilieren. Als einzigen Erfolg verbuchte er 2001 den Gewinn der österreichischen Meisterschaft im Slalom vor den starken Konkurrenten Manfred Pranger und Kilian Albrecht.
Seine ersten Weltcuppunkte holte er sich 2003 mit dem 12. Rang im Slalom in Kitzbühel und dem 18. Platz in Shigakōgen. Im Weltcupwinter 2003/04 gelangen ihm gute Ergebnisse mit zwei Top-20-Plätzen und, als beste jemals herausgefahrene Platzierung, der fünfte Rang im Slalom von St. Anton am Arlberg. Im Jahr darauf errang er mit dem achten Platz in Flachau und dem siebten Rang in Wengen nochmals zwei Top-10-Plätze, danach konnte er an diese Leistungen nicht mehr anschließen. 2005 nahm er an den Weltmeisterschaften in Bormio in der Super-Kombination teil, fiel aber im ersten Slalomdurchgang aus. In der Saison 2005/06 verbuchte er noch einige Starts in Weltcup-Rennen, erreichte jedoch meist nicht das Ziel. Seine einzige gute Platzierung erreichte er in diesem Winter mit dem 11. Platz im japanischen Shigakōgen. 
Nach einigen mäßig erfolgreichen Jahren im Weltcup wurde der im Zivilberuf als Polizeibeamter tätige Sportler im Mai 2006 aus dem ÖSV-Kader entlassen. Seit der Saison 2006/07 trainierte er auf eigene Kosten um wieder den Anschluss an die Weltspitze zu finden und in den Weltcup zurückkehren zu können.  In der Saison 2006/07 erreichte der Salzburger noch viermal die Punkteränge, die folgende Saison blieb aber ergebnislos und schließlich beendete Engl im März 2008 seine Karriere.

## Erfolge

### Weltcup
- 3 Platzierungen unter den besten 10

### Europacup
- Saison 1998/99: 3. Slalomwertung
- 3 Podestplätze, davon 1 Sieg (Slalom in Kiruna am 1. März 1999)

### Juniorenweltmeisterschaften
- Megève 1998: 2. Kombination, 3. Slalom, 6. Super-G, 13. Riesenslalom, 13. Abfahrt
- Pra-Loup 1999: 1. Kombination, 2. Slalom, 2. Abfahrt, 9. Riesenslalom

### Österreichische Meisterschaften
- Zweifacher österreichischer Staatsmeister (Kombination 2000, Slalom 2001)
- Sechsfacher Österreichischer Jugendmeister (Jugend I: Slalom und Kombination 1996; Jugend II: Super-G und Kombination 1998, Slalom und Riesenslalom 1999)

### Weitere Erfolge
- 12 Siege in FIS-Rennen